# Myiotheretes striaticollis
El birro grande  (Myiotheretes striaticollis), también denominado atrapamoscas chiflaperro (en Venezuela y Colombia), birro canela (en Argentina), ala-rufa de garganta rayada (en Perú) o alinaranja golilistada (en Ecuador), es una especie de ave paseriforme de la familia Tyrannidae perteneciente al género Myiotheretes. Es nativo de regiones andinas y adyacentes del noroeste y oeste de América del Sur. 

## Distribución y hábitat
Se distribuye ampliamente a lo largo de la cordillera de los Andes, inclusive en la Sierra Nevada de Santa Marta y en la Serranía del Perijá, desde el noroeste de Venezuela, pasando por Colombia, Ecuador, Perú, y Bolivia, hasta el noroeste de la Argentina.
Esta especie es ampliamente diseminada pero considerada poco común en sus hábitats naturales: las áreas semiabiertas arbustivas o de pastizales y los bordes de bosques montanos, en altitudes entre 2300 y 3200 m, más bajo hacia el sur de su zona.

## Sistemática

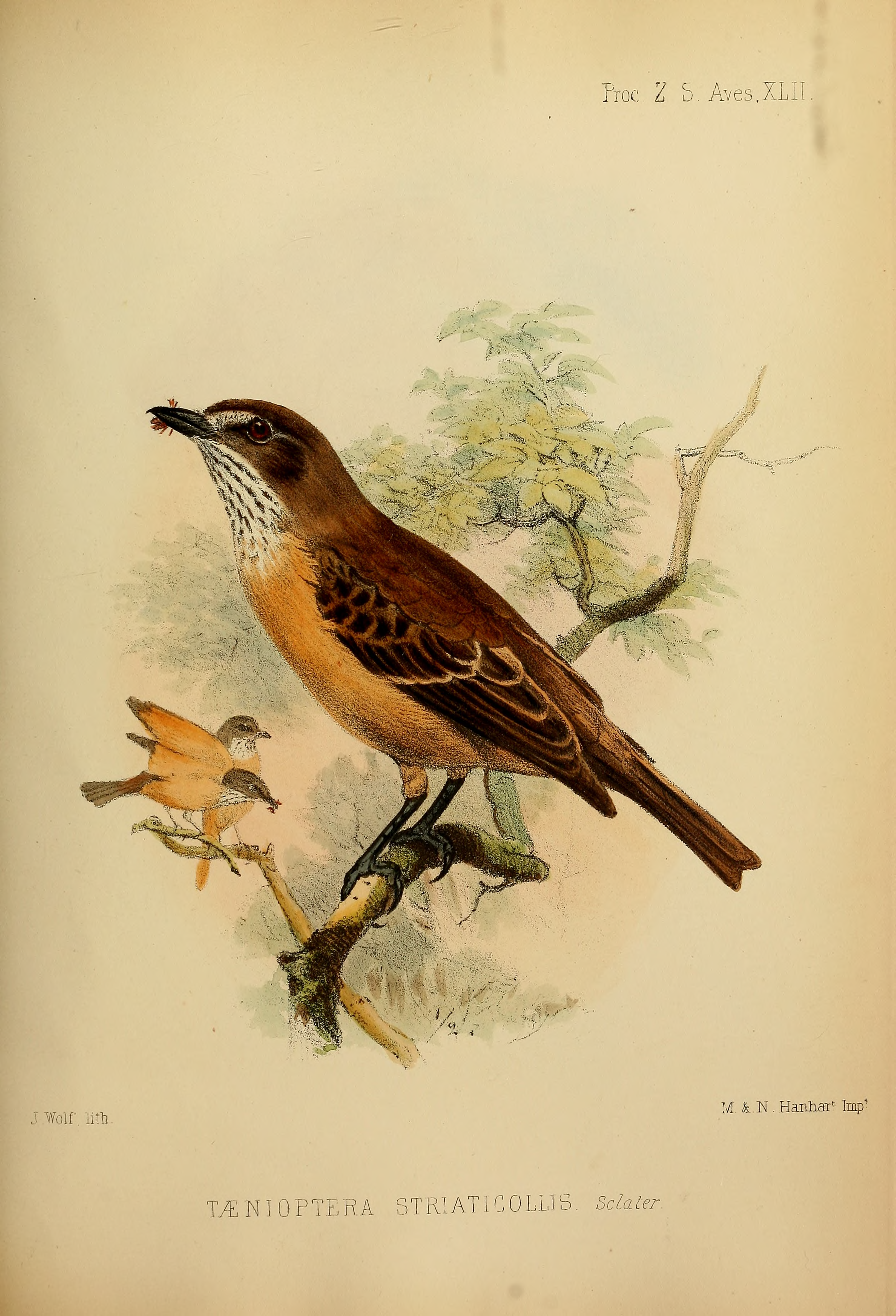
Taenioptera striaticollis, ilustración de Joseph Wolf en Proceedings of the Zoological Society of London, 1852

### Descripción original
La especie M. striaticollis fue descrita por primera vez por el zoólogo británico Philip Lutley Sclater en 1853 bajo el nombre científico Taenioptera striaticollis; su localidad tipo es: «Ecuador».

### Etimología
El nombre genérico masculino «Myiotheretes» se compone de las palabras del griego «μυια muia, μυιας muias» que significa ‘mosca’, y «θηρατης thēratēs» que significa ‘cazador’; y el nombre de la especie «striaticollis», se compone de las palabras del latín «striatus» que significa ‘estriado’, y «collis» que significa ‘de garganta’.

### Subespecies
Según las clasificaciones del Congreso Ornitológico Internacional (IOC) y Clements Checklist/eBird se reconocen dos subespecies, con su correspondiente distribución geográfica:
- Myiotheretes striaticollis striaticollis P.L. Sclater, 1853) - Sierra Nevada de Santa Marta (en el norte de Colombia), Serranía del Perijá (en la frontera norte de Colombia y Venezuela) y desde los Andes occidentales de Venezuela, por Colombia, Ecuador hasta el centro sur de Perú (al sur hasta Apurímac y Arequipa).
- Myiotheretes striaticollis pallidus Berlepsch, 1906 - a oriente de los Andes desde Cuzco y Puno, en Perú, por Bolivia, hasta el noroeste de Argentina (hasta Tucumán).